# Síria otomana
La Síria otomana fa referència a les divisions de l'Imperi Otomà dins de la regió de Síria, normalment definides com a l'est del mar Mediterrani, a l'oest del riu Eufrates, al nord del desert d'Aràbia i al sud de les muntanyes del Taure.
La Síria otomana es va organitzar pels otomans després de la conquesta del sultanat mameluc a principis del segle XVI com un sol eyalet (província): l'eyalet de Damasc. El 1534, l'eyalet d'Alep es va dividir en una administració separada. L'eyalet de Tripoli es va formar fora de la província de Damasc el 1579 i més tard l'eyalet d'Adana es va separar d'Alep. El 1660 es va establir l'eyalet de Safed i poc després es va rebatejar eyalet de Sidó; el 1667, l'emirat del Mont Líban va rebre un estatus autònom especial dins de la província de Sidó, però va ser abolit el 1841 i reconfigurat el 1861 com el Mutasarrifat del Mont Líban. Els eyalets sirians es van transformar posteriorment en el vilayet de Síria, el vilayet d'Alep i el vilayet de Beirut, arran de les reformes de Tanzimat de 1864. Finalment, el 1872, el Mutasarrifat de Jerusalem es va escindir del vilayet de Síria en una administració autònoma amb estatus especial.

## Història
Abans de 1516, Síria (regió) formava part de l'Imperi mameluc centrat al Baix Egipte. El sultà otomà Selim I va conquerir Síria el 1516 després de derrotar els mamelucs a la batalla de Marj Dabiq prop d'Alep, al nord de Síria. Selim va continuar la seva campanya victoriosa contra els mamelucs i va conquerir Egipte el 1517 després de la batalla de Ridanieh, posant fi al sultanat mameluc.

## Divisions administratives
Quan es va apoderar de Síria el 1516, Selim I va mantenir inalterades les subdivisions administratives del període mameluc. Després de tornar d'Egipte el juliol de 1517, va reorganitzar Síria en una gran província o eyalet anomenada Şam (àrab/turc per "Síria"). L'eyalet estava subdividit en diversos districtes o sanjaqs.

### 1549–1663
El 1549, Síria es va reorganitzar en dos eyalets. El sanjaq del nord d'Alep es va convertir en el centre del nou eyalet d'Alep. En aquest moment, els dos eyalets sirians estaven subdividits de la següent manera:
- Eyalet d'Alep (àrab: إيالة حلب, iyālat Ḥalab)
  - Sanjaq d'Alep (حلب)
  - Sanjaq d'Adana (أضنة)
  - Sanjaq d'Ablistan (Marash, مرعش)
  - Sanjaq d'Aintab (عينتاب)
  - Sanjaq de Birejik (البيرة) (Urfa (أورفة)
  - Sanjaq de Kilis (كلز)
  - Sanjaq de Ma'arra (معرة النعمان)
  - Sanjaq de Hama (حماة)
  - Sanjaq de Salamiyah (سلمية)
  - Sanjaq de Homs (حمص)
- Eyalet de Damasc (àrab: إيالة دمشق)
  - Sanjaq de Damasc (دمشق)
  - Sanjaq de Trípoli (طرابلس)
  - Sanjaq d'Acre (عكا)
  - Sanjaq de Safad (صفد)
  - Sanjaq de Nablus (نابلس)
  - Sanjaq de Jerusalem (القدس)
  - Sanjaq de Lajjun (اللجون)
  - Sanjaq de la sal (السلط)
  - Sanjaq de Gaza (غزة)

El 1579, l'eyalet de Trípoli es va establir amb el nom de Trípoli de Síria (àrab: طرابلس الشام, Ṭarābulus ax-Xām). En aquest moment, els eyalets es van convertir de la següent manera:
- Eyalet d'Alep incloïa els sanjaqs d'Alep, Adana, Marash, Aintab i Urfa.
- Eyalet de Trípoli incloïa els sanjaqs de Trípoli, Latakia, Hama i Homs.
- Eyalet de Damasc incloïa els sanjaqs de Damasc, Beirut, Sidó (Sidó-Beirut), Acre, Safad, Nablus, Jerusalem, Gaza, Hauran i Ma'an.

El 1660 es va establir l'eyalet de Safad. Més tard va ser rebatejat com a eyalet de Sidó, i més tard, eyalet de Beirut.

### 1831–1841
El 1833, les províncies sirianes van ser cedides a Muhammed Ali d'Egipte a la Convenció de Kutahya. El firmant va afirmar que "Els governs de Càndia i Egipte es continuen a Mahomet Ali. I en referència a la seva pretensió especial, li he concedit les províncies de Damasc, Trípoli-a-Síria, Sidó, Saphet, Alep, els districtes de Jerusalem i Nablous, amb la conducta dels pelegrins i el manament de la Tcherde (l'any ofrena a la tomba del Profeta). El seu fill, Ibrahim Pacha, torna a tenir el títol de xeic i harem de la Meca, i el districte de Jedda; i més enllà, he acceptat la seva sol·licitud de governar el districte d'Adana pel Tresor de Taure, amb el títol de Mohassil."

En aquest període, els firmans (decrets) de la Sublim Porta de 1839 i, de manera més decisiva, de 1856 –equiparant l'estatus de súbdits musulmans i no musulmans– van produir un
«Alienació dramàtica dels musulmans dels cristians. El primer es va molestar per la pèrdua implícita de superioritat i va atacar i massacrar de manera recurrent comunitats cristianes: a Alep el 1850, a Nablus el 1856 i a Damasc i al Líban el 1860. Entre les conseqüències a llarg termini d'aquests amargs conflictes intestins hi havia l'aparició d'un Líban dominat pels cristians entre els anys 1920 i els 40 i la profunda fissura entre els àrabs palestins cristians i musulmans quan s'enfrontaven a l'afluència sionista després de la Primera Guerra Mundial.»

### 1861
Arran de la massacre de milers de civils cristians durant el conflicte al Líban de 1860, i sota la creixent pressió europea, principalment de França, un edicte otomà emès el 1861 va transformar "Al Kaimaqumyateen" o el Qaymakamate Doble, l'antic règim basat en el domini religiós que va provocar una guerra civil, al Mutasarrifat de Mont Líban, governat per un mutasarrıf que, segons la llei, havia de ser un cristià no libanès.

### 1864
Com a part de les reformes de Tanzimat, una llei otomana aprovada el 1864 preveia una administració provincial estàndard a tot l'imperi amb els eyalets convertint-se en vilayets més petits, governats per un vali (governador) encara nomenat per la Porta imperial però amb noves assemblees provincials que participaven en l'administració..

### 1872–1918

Síria otomana fins a la Primera Guerra Mundial. Fronteres actuals en gris.

El 1872 Jerusalem i les ciutats circumdants esdevenen el Mutasarrifat de Jerusalem, obtenint un estatus administratiu especial.
Des de 1872 fins a la Primera Guerra Mundial, les subdivisions de la Síria otomana van ser:
- Vilayet d'Alep (àrab: ولاية حلب, wilāyat Ḥalab)
- Sanjaq de Zor (àrab: سنجق دير الزور, Sanjaq Dayr az-Zūr)
- Vilayet de Beirut (àrab: ولاية بيروت, wilāyat Bayrūt)
- Vilayet de Síria (àrab: ولاية سورية, wilāyat Sūriyya)
- Mutasarrifat del Mont Líban (àrab: متصرفية جبل لبنان, mutaṣarrifiyyat Jabal Lubnān)
- Mutasarrifat de Jerusalem (àrab: متصرفية القدس الشريف, mutaṣarrifiyyat al-Quds ax-Xarīf)
- Mutasarrifat de Karak (des de 1895) (àrab: متصرفية الكرك, mutaṣarrifiyyat al-Karak)

El sanjaq de Zor i la major part del vilayet d'Alep poden estar inclosos o no a la Síria otomana. El Diccionari geogràfic del món, publicat el 1906, descriu Síria com:
«un país a la part [sud-oest] d'Àsia, que forma part de l'Imperi Turc. S'estén cap a l'est des del mar Mediterrani fins al riu Eufrates i el desert de Síria (la prolongació cap al nord del desert d'Aràbia), i cap al sud des de l'Alma-Dagh (antic Amanus), una de les serres del Taure, fins a les fronteres d'Egipte. (Istme de Suez) Es troba entre els paral·lels de 31° i 37° [latitud nord]. Comprèn el vilayet de Síria (Súria), o de Damasc, el vilayet de Beirut, la part [sud-oest] del vilayet d'Alep i els mutessarrifliks de Jerusalem i el Líban.
Palestina està inclosa a Síria [el país], que inclou el mutessarriflik de Jerusalem i part dels vilayets de Beirut i Síria.
La designació de Síria s'utilitza de vegades en un sentit més ampli per incloure la totalitat del vilayet d'Alep i el sanjaq de Zor, afegint-se així una gran part de Mesopotàmia.»

Sobre Síria el 1915, un informe britànic diu:
«El terme Síria en aquells temps s'utilitzava generalment per designar tota la Síria geogràfica i històrica, és a dir, tot el país situat entre les muntanyes del Taure i la península del Sinaí, que estava format per part del vilayet d'Alep, el vilayet de Bairut, el vilayet de Síria, el sanjaq del Líban i el sanjaq de Jerusalem. Incloïa aquella part del país que després es va separar d'ell per formar el territori mandat de Palestina.»

## Galeria
- Vista de Latakia
- Vista de Betlem
- Tartus a la Síria otomana, pintat per Luigi Mayer
- Mapa de 1851 de la Síria otomana, que mostra els eyalets d'Alep, Damasc, Trípoli, Acre i Gaza.
- Mapa de 1851 que mostra els Eyalets del sud de la Síria otomana: Damasc, Trípoli, Acre i Gaza.
- Un mapa que mostra les divisions administratives de l'Imperi Otomà l'any 1317 Hijri, 1899 gregorià, inclosa la Síria otomana.
- Sanjaq «independent» de Jerusalem es mostra dins de les divisions administratives otomanes a la costa mediterrània oriental després de la reorganització de 1887–88